# Ravindra Prabhat
Ravindra Prabhat (né le 5 avril 1969) est un poète, chercheur, journaliste, romancier et écrivain indien, écrivant en hindi. Il a écrit dans diverses disciplines. Ses articles sont parus dans les principaux journaux en Inde,.

## Biographie
Prabhat est né le 5 avril 1969 dans le village de Mahindwara, Sitamarhi, en Inde,. Il y grandit et fait ses études là-bas.